# Bibliomedia Schweiz
Bibliomedia Schweiz ist eine öffentliche schweizerische Stiftung mit Sitz in Bern. Ihre Hauptziele sind die Entwicklung der öffentlichen Bibliotheken und die Leseförderung in allen Sprachregionen der Schweiz. Dafür führt sie drei «Bibliozentren» in Solothurn, Lausanne und Biasca mit einem umfassenden Bestand an Büchern und weiteren Medien zu allen Themen und Interessengebieten. Ausgenommen sind eigentliche Lehrmittel sowie wissenschaftliche Literatur.
Präsident des Stiftungsrates ist seit 2008 Dominique de Buman, Direktorin war von 2016 bis August 2021 Franziska Baetcke; ab Juli 2022 folgt ihr, nach einer Interimslösung, Davide Dosi als neuer Direktor nach.

## Prix Bibliomedia
Seit 1980 verleiht die Stiftung mit den Bildungsdirektoren der Westschweizer Kantone jährlich den gleichnamigen Buchpreis an einen Autor aus der Romandie.
Von den bisherigen Preisträgern seien genannt: Daniel Odier (1980), Yvette Z’Graggen (1981), Anne Cuneo (1990), Pascale Kramer (2001), Olivier Sillig (2008), Jean-François Haas (2013) und Isabelle Flükiger (2018).